# Peter Endrich
Peter Endrich (* 6. März 1886 in Willanzheim; † 29. Juni 1986 in Aschaffenburg) war ein deutscher Lehrer und Prähistoriker, der sich während des Wiederaufbaus der Stadt Würzburg nach dem Zweiten Weltkrieg große Verdienste erwarb.

## Leben
Peter Endrich wurde am 6. März 1886 in Willanzheim geboren, das damals Teil des Bezirksamtes Kitzingen war. Die Familie war kinderreich, der Vater war im Dorf als Bauer tätig. Peter Endrich besuchte die Volksschule in seinem Geburtsort und zog anschließend nach Würzburg um, wo er die Lehrerbildungsanstalt besuchte. Anschließend war er mehrere Jahre als Volksschullehrer in Würzburg und München tätig.
Neben seiner beruflichen Tätigkeit besuchte Endrich die Universitäten in Würzburg und München, wo er Germanistik, Geschichte, Vorgeschichte, Geographie und Geologie studierte. Diese Weiterbildung ermöglichte ihm, als Studienrat an Gymnasien zu unterrichten. Endrich war unter anderem 15 Jahre am heutigen Erasmus-Gymnasium in Amberg tätig, wo er auch nebenberuflich für die Bodendenkmalpflege arbeitete.
Im Jahr 1936 wurde er als Dozent für Geschichte und Vorgeschichte an die Hochschule für Lehrerbildung, die spätere Pädagogische Hochschule in Würzburg berufen, die wenige Jahre vorher ins Leben gerufen worden war. Zwei Jahre später ernannte man ihn zum Professor. Peter Endrich war neben seiner Tätigkeit an der Hochschule mit der Inventarisation der vor- und frühgeschichtlichen Bestände im Luitpoldmuseum, ab 1939 Mainfränkischen Museum, beschäftigt und unternahm ehrenamtlich auch immer wieder Geländeerkundungen.
Die engen Verbindungen ins Museum führten dazu, dass Endrich nach dem Zweiten Weltkrieg in den Trümmern des Luitpold-Baus nach den verschütteten Denkmälern der Vor- und Frühgeschichte grub. Er half dem Museumsleiter Max Hermann von Freeden mit der Rückführung der ausgelagerten Bestände und gestaltete ab 1953 auch die wiedereröffnete Ausstellung auf der Würzburger Festung mit.
Endrich war in gleicher Art und Weise für das Bayerische Landesamt für Denkmalpflege in Würzburg tätig. Er trocknete die ausgelagerten Akten, die von den amerikanischen Besatzungsbehörden Wind und Wetter ausgesetzt worden waren und ordnete sie vor. Außerdem etablierte er einen Zweigstellenapparat. Zunächst als kommissarischer Leiter der Zweigstelle eingesetzt, führte er seine Arbeit unter dem neuen Leiter Otto Kunkel weiter fort.
Daneben veröffentlichte Endrich ab den 1940er Jahren eine Vielzahl von Aufsätzen und Monographien, in denen er insbesondere die fränkische Vorgeschichte thematisierte. Endrichs Engagement für die vor- und frühgeschichtliche Forschung in Unterfranken wurde durch mehrere Widmungen ausgedrückt. Unter anderem wurde ihm Heft 38 der Mainfränkischen Hefte verehrt. Ab 1961 lebte Endrich im Haus seiner Tochter in Aschaffenburg. Peter Endrich starb am 29. Juni 1986 mit 100 Jahren.

## Veröffentlichungen (Auswahl)
Endrich veröffentlichte regelmäßig Aufsätze in den regionalhistorischen Publikationen Mainlande, Frankenland sowie im Mainfränkischen Jahrbuch. Sein Hauptwerk bildeten allerdings die Monographien, die sich mit vor- und frühgeschichtlichen Themen befassten, wobei Endrich einen Fokus auf die Gebiete des Regierungsbezirks Unterfranken legte.
- Der Schwanberg in der Vorzeit. Würzburg 1941.
- mit Karl Dinklage: Vor- und Frühgeschichte der Stadt Würzburg (= Mainfränkische Heimatkunde Bd. 3). Stürtz, Würzburg 1951.
- Ur- und Frühgeschichte von Würzburg und seiner nächsten Umgebung. Stürtz, Würzburg 1951.
- Vor- und Frühgeschichte der Stadt und des Landkreises Kitzingen am Main (= Mainfränkische Heimatkunde Bd. 7). Stürtz, Würzburg 1952.
- Amorbach. Beiträge zu Kultur und Geschichte von Abtei, Stadt und Herrschaft. Schöningh, Würzburg 1953.
- Vor- und Frühgeschichte des bayerischen Untermaingebiets (= Veröffentlichungen des Geschichts- und Kunstvereins Aschaffenburg Bd. 4). Aschaffenburg 1961.

## Auszeichnungen
- 1955 Bundesverdienstkreuz am Bande auf Initiative des Bayerischen Landesamtes für Denkmalpflege
- 1966 Silberne Stadtplakette der Stadt Würzburg
- Ehrenmitgliedschaft der Freunde Mainfränkischer Geschichte und Kunst
- Wahlmitgliedschaft der Gesellschaft für Fränkische Geschichte[6]

## Festschrift
- Erwin Keller, Ludwig Wamser (Hrsg.): Aus Frankens Frühzeit. Festgabe für Peter Endrich (= Mainfränkische Studien Bd. 37). Hart-Druck, Volkach 1986.